# Papia de incestu vestalium
La lex Papia de incestu vestalium va ser una antiga llei romana aprovada a proposta del tribú de la plebs Gai Papi, que ordenava que les vestals que havien trencat el seu vot de castetat fossin enterrades vives. Sembla ser part de la lex Julia et Papia Poppaea.